# Legătură glicozidică
În chimie, o legătură glicozidică este un tip de legătură covalentă care leagă o moleculă de carbohidrat de o altă moleculă, care poate sau nu să fie carbohidrat. Legătura glicozidică se formează între grupele hemiacetal și hemicetal al unei zaharide (sau o moleculă derivată de la zaharidă) și grupa hidroxil a unui compus, precum alcool. O substanță care conține o legătură glicozidică se numește glicozidă.

## Formare

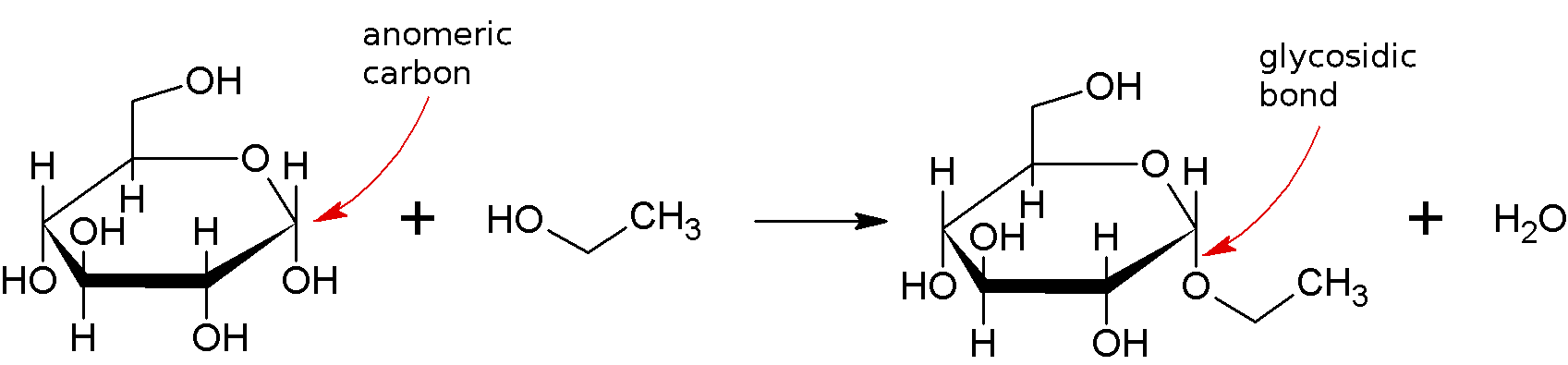
Formarea unei legături etil-glicozidice: glucoza se combină cu etanolul formând etil-glucozidă și apă. Reacția decurge în favoarea formării legăturii α-glicozidice, ca urmare a efectului anomeric.